# Shashamané
Cette page contient des caractères éthiopiques. En cas de problème, consultez Aide:Unicode ou testez votre navigateur.
Shashamané (ሻሸመኔ (Shashämäné)) est une ville d'Éthiopie de la région Oromia, située dans la vallée du Grand Rift, à une altitude d'environ 1 900 m et à 251 km au sud de la capitale Addis-Abeba.
Carrefour routier et commercial depuis l'époque médiévale, elle devint un centre administratif après les conquêtes de Menelik II à la fin du XIXe siècle. En 2011, elle compte  123 877 habitants.
Shashamané acquiert le statut de woreda au plus tard en 2007.

## Histoire
La ville fut occupée par les Italiens  du 5 mai 1936 au 5 mai 1941. Elle est alors intégrée à l'awraja Chilalo, dans la province Arussi, et dotée d'une municipalité en 1943. Avec un territoire peu densément peuplé, et la volonté du pouvoir central de mieux contrôler les terres du Sud, la ville a fait l'objet d'une politique d'attributions foncières après la Seconde Guerre mondiale.

## L'implantation d'une communauté rasta

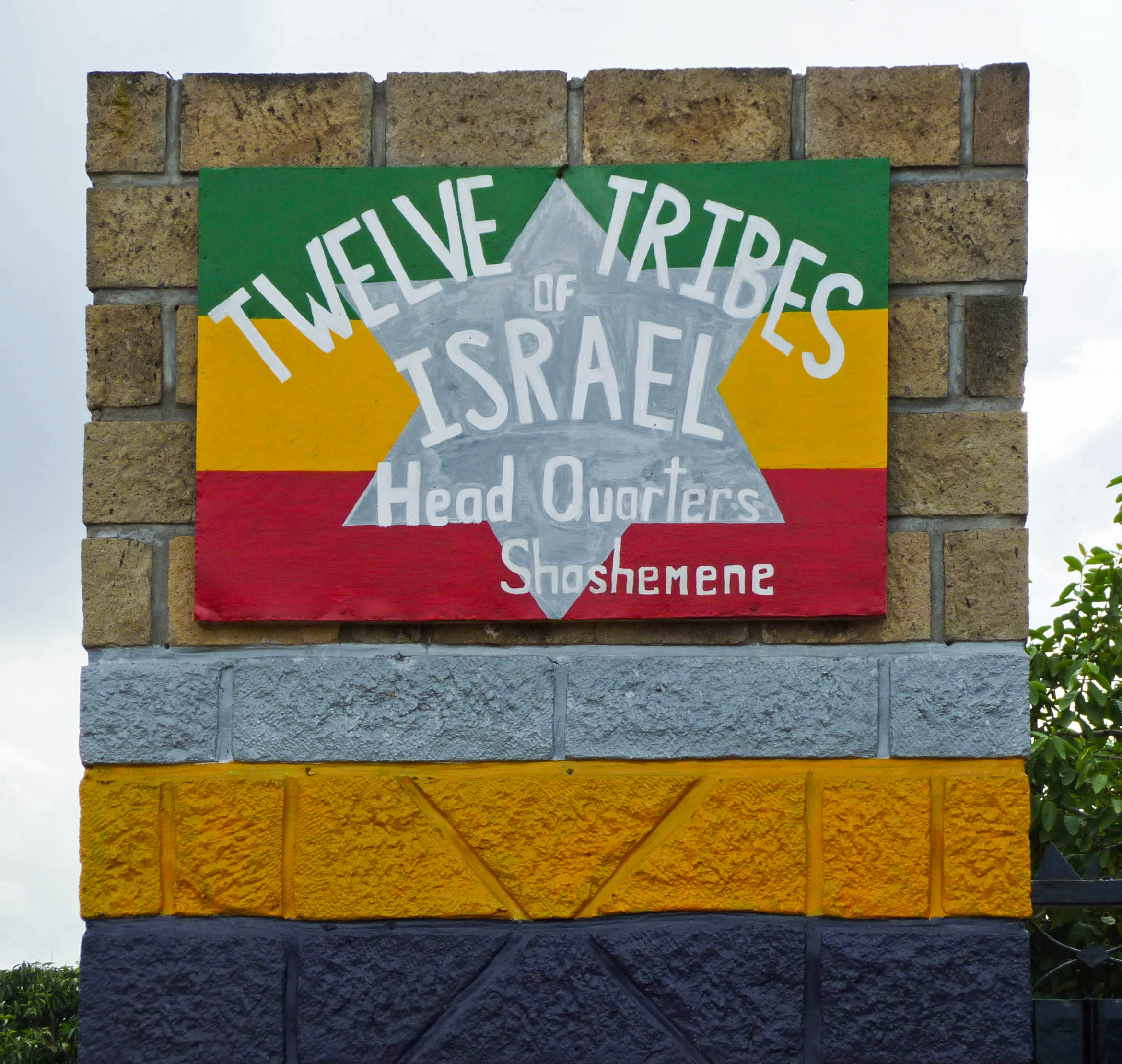
Communauté des Douze tribus d'Israël du mouvement rastafari à Shashamané

À la suite de la mobilisation de la diaspora noire du monde entier pour aider l'Éthiopie d'Haïlé Sélassié Ier contre l'agression italienne de 1937, 500 acres (2 km²) de terres lui furent concédées par l'Empereur en remerciement. C'est ainsi qu'à partir de 1955 des rastas (essentiellement jamaïcains), mais aussi des juifs noirs vivant en Amérique, vinrent s'installer dans la ville et regagnaient ainsi la «Terre Mère» de laquelle ils avaient été arrachés par l'entreprise esclavagiste.
Le 13 février 2005, Shashamané a accueilli un festival de reggae regroupant plusieurs milliers de personnes pour célébrer le soixantième anniversaire de la naissance de Bob Marley qui s'était rendu dans la communauté rasta de la ville en 1979. La ville et ses habitants apparaissaient ainsi pour la première fois aux yeux du monde à travers les médias.

## Démographie
Le recensement national de 2007 fait état de 100 454 habitants à Shashamané, tous citadins.
En 2022, la population de la ville est estimée à 208 368 personnes avec une densité de population de 19 394 personnes par km2 et 10,74 km2 de superficie.

## Documentaire
Giulia Amati réalise Shashamane, un film documentaire de 2016 sur la communauté Rasta de Shashamane et sa relation avec le retour à la terre promise.